# Bhunya
Bhunya é uma cidade de Essuatíni localizada no distrito de Manzini. A cidade tem uma população aproximada de 3.046 habitantes e se situa a uma altitude de 1.018 metros acima do nível do mar.

## Geografia
Bhunya está localizada na região central de Essuatíni. A vegetação predominante na área é composta por savanas e florestas tropicais, típicas da região.

## Economia
A economia de Bhunya é baseada principalmente na indústria madeireira e na agricultura. A cidade abriga a empresa Montigny Investments, uma das maiores do setor florestal em Essuatíni, que contribui significativamente para a economia local. Além disso, a agricultura de subsistência é praticada por grande parte da população, com o cultivo de milho, sorgo e outras culturas alimentares.

## Infraestrutura
Bhunya possui infraestrutura básica que atende às necessidades de seus habitantes. A cidade conta com escolas primárias e secundárias, um centro de saúde e algumas lojas de conveniência. As estradas que ligam Bhunya a outras partes do país são pavimentadas, facilitando o transporte de pessoas e mercadorias.

## Cultura e Esportes
A cidade de Bhunya é conhecida por abrigar o Bhunya Black Aces, um clube de futebol que participa de competições locais. Além disso, a cultura suazi é rica em tradições e festivais, que podem ser vivenciados na região.